# Японский суфле-чизкейк
Японский чизкейк (также известный, как японский «хлопковый» чизкейк и японский суфле-чизкейк)  — распространённая в Японии разновидность чизкейка, более лёгкая по текстуре и менее сладкая, чем классический (американский) вариант. 
Японский чизкейк имеет характерную текстуру, несколько напоминающую суфле, с чём и связано одно из его названий (второе получено по ассоциации с лёгкостью хлопка, которого в самом составе десерта, естественно, нет). 
Рецепт суфле-чизкейка был создан в 1960-х годах японским шеф-поваром Томотаро Кузуно. Источником вдохновения для него послужил немецкий вариант чизкейка — «käsekuchen», который он попробовал в Берлине. Пышность суфле-чизкейка во многом достигается за счёт раздельного взбивания желтков и белков. Кроме яиц, японский чизкейк содержит мягкий сыр, масло и сахар. Традиционно его готовят на водяной бане.
В 1990 году в Японии возникла первая сеть стритфуда, главным блюдом в которой стал японский суфле-чизкейк. Со временем подобные точки стритфуда распространились по многим странам мира. С тех пор суфле-чизкейк стал всё чаще восприниматься не просто как японский вариант европейского блюда, но как самостоятельный десерт, тесно связанный с современной культурой Японии.